# セネガルの港湾
セネガルの港湾（セネガルのこうわん、英語: Ports and harbours in Senegal）は、セネガルにおける港湾について記す。

## 一覧
- ダカール港（英語版）（ダカール）
- カオラック港（カオラック）
- マタム港（マタム）
- ポドル港（ポドル（英語版））
- リシャール・トル港（リシャール・トル（英語版））
- サン＝ルイ港（サン＝ルイ）
- ジガンショール港（ジガンショール）